# Tswaing (gmina)
Tswaing – gmina w Republice Południowej Afryki, w Prowincji Północno-Zachodniej, w dystrykcie Ngaka Modiri Molema. Siedzibą administracyjną gminy jest Delareyville.